# Marinaïta
La marinaïta és un mineral de la classe dels borats, que pertany al grup de la ludwigita.

## Característiques
La marinaïta és un borat de fórmula química Cu₂Fe3+O₂(BO₃). Va ser aprovada com a espècie vàlida per l'Associació Mineralògica Internacional en el mes de juny de l'any 2016. Cristal·litza en el sistema monoclínic. És l'anàleg de coure de la ludwigita. Presenta una combinació única d'elements, sent l'únic borat natural conegut en l'actualitat amb coure i ferro.

## Formació i jaciments
Va ser descoberta a la fissura del volcà Tolbàtxik generada en les erupcions dels anys 2012 i 2013. El volcà Tolbàtxik es troba a Kamtxatka, al Districte Federal de l'Extrem Orient de Rússia. Es tracta de l'únic indret on ha estat trobada aquesta espècie mineral.